# Черниця (Вроцлавський повіт)
Черниця (пол. Czernica, нім. Tschirne) — село в Польщі, у гміні Черниця Вроцлавського повіту Нижньосілезького воєводства.
Населення — 1286 осіб (2011).
У 1975-1998 роках село належало до Вроцлавського воєводства.

## Демографія
Демографічна структура станом на 31 березня 2011 року:
|          | Загалом | Допрацездатний вік | Працездатний вік | Постпрацездатний вік |
| -------- | ------- | ------------------ | ---------------- | -------------------- |
| Чоловіки | 668     | 133                | 465              | 70                   |
| Жінки    | 618     | 89                 | 397              | 132                  |
| Разом    | 1286    | 222                | 862              | 202                  |